# カーリー・レイ・オパール
カーリー（KARLEE RAE OPAL）は、日本を拠点に活動するカナダ人タレントである。株式会社エコーズ所属。カナダ出身。

## 経歴
カナダ出身。

## 出演

### NHK Eテレ
「えいごであそぼ with Orton」

### FOX テレビ
「FOX セレクション デリケトール」